# Lugansk Airlines
Lugansk Airlines of Luhansk Avia (Oekraïens: Луганьскі Авіалінії, Russisch: Луганские авиалинии) was een Oekraïense luchtvaartmaatschappij met thuisbasis in Loehansk.

## Geschiedenis
Lugansk Airlines werd opgericht in 1998 als Lugansk Aviation Enterprise en volgde daarmee Aeroflots Luganskdivsie op. In 1999 werd de huidige naam ingevoerd.
In 2010 heeft Lugansk Airlines alle activiteiten gestaakt vanwege een faillissement.

## Bestemmingen
Lugansk Airlines voerde lijnvluchten uit naar: (juli 2007)
- Kiev, Loehansk.

## Vloot
De vloot van Lugansk Airlines bestond uit: (juli.2007)
- 3 Antonov AN-24RV